# Suzano Basquete
O Suzano Basquete foi um clube de basquete que competiu no Novo Basquete Brasil na temporada de 2012-13, com o nome fantasia de Suzano/Cesumar/Campestre. A equipe tinha sede na cidade de Suzano, no estado de São Paulo.

## História
O município de Suzano se destacou no basquete no início dos anos 90, com o antigo time do Report/Suzano. Após vários anos, a cidade voltou a ter um representante na divisão principal do basquete brasileiro. Em 2011, um novo time surgiu da parceria entre a Associação de Basquetebol do Alto do Tietê (ABAT) e do Instituto Ratto Basquetebol. O Suzano Basquete disputou o Estadual de 2012 e, após obter a vaga do Clube Campestre de Assis (mantenedor do Assis Basket), a equipe suzanense participou do NBB 2012-13, onde terminou na última colocação. O regulamento previa que os dois últimos colocados do NBB disputassem um quadrangular com os finalistas da Super Copa Brasil 2013. Com uma grave crise financeira, o Suzano encerrou suas atividades e não disputou o quadrangular.